# Stigmella muricatella
Stigmella muricatella is een vlinder uit de familie dwergmineermotten (Nepticulidae). De wetenschappelijke naam is voor het eerst geldig gepubliceerd in 1978 door Klimesch.

## Levenswijze
De larven voeden zich met Sanguisorba minor muricata. Ze mineren de bladeren van hun waardplant. De mijn begint als een zeer delicate gang, maar wordt gaandeweg breder. De mijn volgt de bladrand en breidt zich uiteindelijk uit over een groot deel van het blaadje. Kleine blaadjes zijn volledig uitgemijnd. De verpopping vindt plaats buiten de mijn.

## Verspreiding
De soort komt voor in Europa. Het wordt gevonden in Griekenland en Turkije, het Nabije Oosten en in het oosten tot het oostelijke deel van het Palearctische rijk.